# DDR-Oberliga 1954/55
In 1954/55 werd het zesde seizoen van de DDR-Oberliga gespeeld, de hoogste klasse van de DDR. Turbine Erfurt werd kampioen. Het seizoen begon op 5 september 1954 en eindigde op 24 april 1955. 
Voor het eerst sinds het begin van de competitie bestond de Oberliga uit de beoogde 14 clubs. Vorig seizoen degradeerden drie clubs en promoveerde één club. Het aantal zou niet meer wijzigen.
Het jaar 1954 bracht ingrijpende veranderingen met zich mee. Om de prestaties van atleten te bevorderen werd er per district een sportclub opgericht. De sportclubs waren in vele sporten actief en rekruteerden hun leden bij de beste sporters van de BSG's. In de Oberliga speelden voornamelijk BSG's en een aantal van hen werd omgevormd tot een sportclub. 
Sommige teams werden zelfs verplaatst. Zo werden BSG Empor Lauter en Dynamo Dresden verhuisd naar respectievelijk Rostock en Berlijn en werden zo aangehecht aan de nieuwe sportclubs SC Empor Rostock en SC Dynamo Berlin. De verhuizing van het Saksische Lauter had ook een geografische reden omdat het noorden van de DDR duidelijk ondervertegenwoordigd was, terwijl er alleen al uit het Ertsgebergte vijf clubs in de Oberliga speelden. Een geplande verhuis was die van BSG Wismut Aue naar Karl-Marx-Stadt, maar door een hevig protest en aangekondigde stakingen bij het bedrijf Wismut werd deze beslissing deels teruggedraaid. De voetbalafdeling van het pas opgerichte SC Wismut Karl-Marx-Stadt bleef in Aue voetballen zij het onder de naam Karl-Marx-Stadt. 
Omdat de BSG's meestal al van bij de jeugd hun beste spelers moesten afgeven aan de sportclub werden deze ook duidelijk beter en kwam er een klassenverhouding tussen beide.

## Sportclubs
Volgende naamswijzigingen vonden plaats. De overgang van BSG Chemie Leipzig naar SC Lokomotive Leipzig vond voor de start van het seizoen plaats. De andere wijzigingen werden tijdens het seizoen tussen september en november voltrokken.
| BSG voor het seizoen     | Sportclub na wijziging          |
| ------------------------ | ------------------------------- |
| BSG Turbine Erfurt       | SC Turbine Erfurt               |
| BSG Chemie Leipzig       | SC Lokomotive Leipzig           |
| SG Dynamo Dresden        | SC Dynamo Berlin                |
| BSG Wismut Aue           | SC Wismut Karl-Marx-Stadt       |
| BSG Aktivist Brieske-Ost | SC Aktivist Brieske-Senftenberg |
| BSG Rotation Dresden     | SC Einheit Dresden              |
| BSG Turbine Halle        | SC Chemie Halle-Leuna           |
| BSG Empor Lauter         | SC Empor Rostock                |
| BSG Einheit Ost Leipzig  | SC Rotation Leipzig             |

## Seizoensverloop

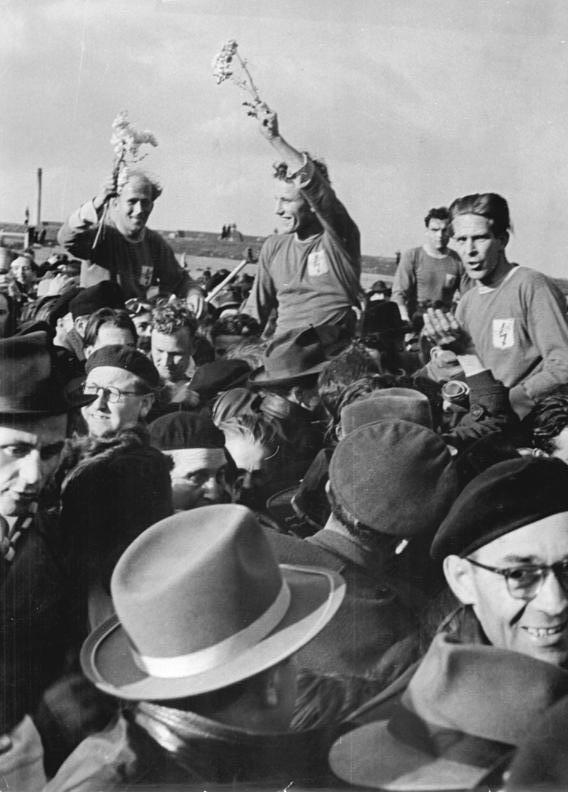
Turbine Erfurt viert de titelverdediging.

Het seizoensverloop werd beïnvloed door de herstructureringen van de Oberliga. Zo was Dynamo Dresden lange tijd koploper maar kon na de verhuizing naar Berlijn de prestaties niet hoog houden  en sloot na de derde slechtste ploeg van de terugronde het seizoen als zevende af. Ook voor Empor Lauter verliep de verhuis negatief. Op het moment van de verhuis na de achtste speeldag stond de club derde en in Rostock zakte de club naar de negende plaats. Een aantal spelers was dan ook niet mee verhuisd naar Rostock en ging voor andere clubs spelen. Turbine Erfurt en Wismut Karl-Marx-Stadt presteerden wel het hele seizoen goed en dat resulteerde in een verlenging van de titel van Erfurt. Zij waren de eerste club die twee jaar op rij de titel haalden. 
Voor SC Lokomotive, dat het voorgaande jaar als Chemie Leipzig nog vicekampioen geworden was verliep het seizoen ontgoochelend met een elfde plaats. Nog slechter verliep het voor de kampioen van 1952 Turbine Halle dat nu als SC Chemie Halle-Leuna op een degradatieplaats eindigde. Ook Fortschritt Meerane degradeerde en deze club slaagde er niet meer in om ooit terug te keren.
Er kwamen 2.524.500 toeschouwers naar de 182 Oberligawedstrijden, wat neerkomt op 13.871 per wedstrijd. De Leipziger derby tussen Lok en Rotation lokte met 50.000 de meeste toeschouwers.

### Eindstand
|     | Club                            | Wed | W  | G  | V  | Saldo | Ptn |
| --- | ------------------------------- | --- | -- | -- | -- | ----- | --- |
| 1.  | SC Turbine Erfurt (K)           | 26  | 13 | 8  | 5  | 58:25 | 34  |
| 2.  | SC Wismut Karl-Marx-Stadt       | 26  | 13 | 7  | 6  | 62:38 | 33  |
| 3.  | SC Rotation Leipzig             | 26  | 10 | 10 | 6  | 58:47 | 30  |
| 4.  | SC Einheit Dresden              | 26  | 13 | 3  | 10 | 64:55 | 29  |
| 5.  | BSG Motor Zwickau               | 26  | 13 | 2  | 11 | 51:49 | 28  |
| 6.  | SC Aktivist Brieske-Senftenberg | 26  | 11 | 5  | 10 | 37:44 | 27  |
| 7.  | SC Dynamo Berlin                | 26  | 12 | 2  | 12 | 50:49 | 26  |
| 8.  | ZSK Vorwärts Berlin (N, B)      | 26  | 10 | 6  | 10 | 43:46 | 26  |
| 9.  | SC Empor Rostock                | 26  | 12 | 2  | 12 | 29:33 | 26  |
| 10. | BSG Chemie Karl-Marx-Stadt (N)  | 26  | 8  | 9  | 9  | 34:43 | 25  |
| 11. | SC Lokomotive Leipzig           | 26  | 9  | 6  | 11 | 32:38 | 24  |
| 12. | BSG Rotation Babelsberg         | 26  | 10 | 3  | 13 | 36:36 | 23  |
| 13. | SC Chemie Halle-Leuna           | 26  | 8  | 4  | 14 | 28:52 | 20  |
| 14. | BSG Fortschritt Meerane         | 26  | 5  | 3  | 18 | 31:58 | 13  |

| (K) | Titelverdediger |
| (B) | Bekerwinnaar vorig seizoen |
| (N) | Gepromoveerd |
| *   | De wedstrijd Thale – Chemie Leipzig (oorspronkelijk 0:3) werd gewijzigd naar 0:0 en een winst voor Thale omdat Leipzig te laat aankwam. |

## Topschutters
Er vielen 614 goals, wat neerkomt op 3,37 per wedstrijd. De wedstrijden met de meeste doelpunten waren Einheit Dresden-Rotation Leipzig (8:1), Vorwärts Berlin-Fortschritt Meerane (6:3), Einheit Dresden-Motor Zwickau (7:2) en Dynamo Berlin-Lok Leipzig (6:3).
|    | Speler             | Club                      | Goals |
| -- | ------------------ | ------------------------- | ----- |
| 1. | Willy Tröger       | SC Wismut Karl-Marx-Stadt | 22    |
| 2. | Harry Arlt         | SC Einheit Dresden        | 17    |
| 3. | Heinz Satrapa      | SC Wismut Karl-Marx-Stadt | 16    |
| 3. | Siegfried Vollrath | SC Turbine Erfurt         | 16    |
| 5. | Erhard Meinhold    | BSG Motor Zwickau         | 14    |

## Promotie-eindronde
De DDR-Liga werd uitgebreid naar drie reeksen. De drie kampioenen bekampten elkaar in de eindronde voor twee plaatsen in de Oberliga. Fortschritt Weißenfels speelde nog nooit eerder in de Oberliga.
| BSG Fortschritt Weißenfels - BSG Lokomotive Stendal | 2:1, 2:1 |
| BSG Fortschritt Weißenfels - BSG Motor Dessau       | 2:0, 4:4 |
| BSG Lokomotive Stendal - BSG Motor Dessau           | 2:0, 1:1 |

|    | Club                       | Wed | W | G | V | Pnt  | Saldo |
| -- | -------------------------- | --- | - | - | - | ---- | ----- |
| 1. | BSG Fortschritt Weißenfels | 4   | 3 | 1 | 0 | 10:6 | 7     |
| 2. | BSG Lokomotive Stendal     | 4   | 1 | 1 | 2 | 5:5  | 3     |
| 3. | BSG Motor Dessau           | 4   | 0 | 2 | 2 | 5:9  | 2     |